# Carmen de Apicalá
Carmen de Apicalá es un municipio colombiano del departamento de Tolima, situado a unos 12 km de Melgar. Está adornado por una naturaleza exuberante, y varios condominios campestres; su temperatura promedio es de unos 28 °C y está ubicado a unos 300 m s. n. m.

## Historia
Los primeros habitantes del territorio donde se encuentra Carmen de Apicalá fueron los panche,un pueblo originario descrito por españoles como temibles guerreros y antropófagos. Los panche se toparon con Hernán Pérez de Quesada en su búsqueda por El Dorado en el actual Tolima.
Carmen de Apicalá fue fundado por Félix José Liévano y José María Pabón, dueños de la hacienda Guarumal luego de una reunión de vecinos en 1827 que buscaban segregarse de la parroquia de Melgar, resolvieron ceder algunos terrenos para iniciar la fundación. Los reportes históricos indican que la fecha de su fundación fue el 16 de julio de 1828.
Su territorio ha pertenecido a diferentes provincias y departamentos a lo largo de la historia territorial de Colombia, desde 1810 hasta 1819 perteneció a la provincia de Neiva, durante la existencia de la Gran Colombia perteneció al departamento de Cundinamarca, desde la desintegración de la Gran Colombia hasta 1857 volvería a ser parte de la provincia de Neiva, en 1857 hace parte del Estado Soberano de Cundinamarca hasta 1861 con la creación del Estado Soberano del Tolima, durante el mes de agosto se 1908 se crea el efímero departamento de Girardot al cual Carmen de Apicalá perteneció, finalmente perteneció al Distrito Capital hasta 1910 para ser nuevamente cedido al departamento del Tolima.
Durante la segunda gobernación de Manuel Casabianca en 1887, Carmen de Apicalá es creado de manera oficial por medio del decreto 650 del 13 de octubre de 1887.

## Geografía
El territorio de Carmen de Apicalá tiene un área total de 188,6 km2, el área urbana mide 6,4 km2 mientras que el área rural 182.9 km2.
El municipio cuenta con algunas ondulaciones y nacimientos de quebradas y riachuelos en las faldas de una pequeña zona de montañas. Al sur, este y bordeando algunas quebradas al centro del municipio se encuentra un bosque seco tropical.

### Límites municipales
Carmen de Apicalá está delimitada con los siguientes municipios y apenas con Cundinamarca en su extremo norte. 
| Noroeste: Ricaurte ( Cundinamarca) (Río Sumapaz) y Suárez | Norte: Melgar (Quebrada La Apicalá) | Nordeste: Melgar                    |
| Oeste: Suárez                                             |                                     | Este: Límites entre Melgar y Cunday |
| Suroeste: Suárez                                          | Sur: Límite entre Suárez y Cunday   | Sureste: Cunday                     |

### Hidrografía
El municipio es atravesado por varios cuerpos de agua, entre ellos la quebrada La Apicalá, que le da el nombre al municipio y lo atraviesa de sur a norte, desde su nacimiento en la vereda Capote hasta su desembocadura en el río Sumapaz. Otras quebradas son La Palmara, Oloche e Inali, que forma el límite natural con el municipio de Melgar en el noreste.
El municipio se encuentra dentro de la subzona hidrográfica Río Sumapaz entre el Tolima y Cundinamarca, y subdividido entre las cuencas de Directos al Sumapaz - Ricaurte y Quebrada La Apicalá.

## División político-administrativa

Ubicación de las veredas de Carmen de Apicalá.

La Cabecera municipal está dividida en 25 barrios: Arenitas, Campo Alegre, Centro 1, Centro 2, Centro 3, Condominio Buganviles, Condominio El Cortijo, Condominio La Tertulia, Condominio Macondo, Fontana, Jardín, Juan Lozano, La Floresta, La Palmara, Las Brisas, Lusitania, Madroño, Obrero, Simón Bolívar 1, Simón Bolívar 2, Tejares del Cortijo y Villa Nely.

### Zona rural
El municipio de Carmen de Apicalá divide su área rural en 9 veredas: 
Antigua, Bolivia, Camarones, Capote, Charcón, Inali, Mortino, Novillos y Peñón Blanco.

## Economía
Para el año 2020 las actividades relacionadas con el sector primario de la economía generaron 5 mil millones de pesos con aportaciones del mango con 96 toneladas producidas, papaya con 90 toneladas y cítricos en 48 toneladas producidas. En cuanto a cultivos transitorios, los más producidos en toneladas fueron yuca con 56, ahuyama con 44 y maíz con 13.
En el 2022 había 186 aves de traspatio distribuidas en 39 predios de traspatio, 7 861 bovinos, 3 375 equinos y 2 585 porcinos.
El sector secundario tuvo un valor agregado de 9 mil millones de pesos destacándose la amplia construcción de vivienda y condominios para el sector del turismo.
Las actividades del sector terciario de la economía tuvo un valor agregado de 97 mil millones de pesos, el mayor de los otros sectores tras el aumento del turismo y la bajada del sector agropecuario. El mayor atractivo turístico es la basílica de Nuestra Señora del Carmen con un 65% de los turistas visitándola, seguido del turismo de descanso y recreacional con un 35% aproximadamente.

## Demografía
Desde el censo de 1993 hasta las proyecciones más actuales, muestran un aumento relativo y constante de la población.
Para el año 2022 la población estaba distribuida de la siguiente manera en el municipio:
Por área:
- Zona urbana: 7 909 (75%)
- Zona rural: 2 570 (25%)

Por sexo:
- Mujeres: 5 242 (50%)
- Hombres: 5 237 (50%)

| Gráfica de evolución de Carmen de Apicalá entre 1993 y 2023       |
|                                                                   |
| Fuente: «Censos de 1993, 2005, 2018 y proyecciones de población». |

En cuanto a población NIB o con necesidades básicas insatisfechas, Carmen de Apicalá registra un 8.55% de su población en esta situación, siendo el más bajo de la subregión Oriente del Tolima y por debajo del promedio departamental de 12.22%.

## Infraestructura

### Salud
El municipio cuenta con un hospital público de primer nivel de baja complejidad llamado Nuestra Señora del Carmen ubicado en la cabecera municipal.

### Educación
Carmen de Apicalá cuenta con la institución educativa técnica Pedro Pabón Parga distribuida en 7 sedes, 6 rurales y una urbana: Cuatro Esquinas, Los Medios, Mortiño, Isaías Moreno, Brasil, Charcón y La Antigua.
Adicionalmente cuenta con 2 colegios privados, Colegio Mayor del Castillo Sede II, se caracteriza por su disciplina y calidad educativa, y el colegio Liceo Nuestra Señora del Carmen, este se caracteriza por su calidad educativa y educación personalizada que ha tenido un excelente desempeño con niños en condición de discapacidad.
También en el municipio se encuentra la biblioteca pública Jesús Antonio Méndez.

## Transporte
Carmen de Apicalá está conectada con la Ruta Nacional 40 tanto desde Soacha como de Girardot conectada con el municipio de Melgar por la variante de la Base Aérea de ese municipio yendo hacia el suroccidente hasta el casco urbano de Carmen de Apicalá, en el cual también hay acceso a Cunday por el suroriente y a Ricaurte por el noroccidente.
El casco urbano está conectado mediante corredores turísticos y/o servicios a las veredas La Antigua y Bolivia a 6,3 km y 12,5 km, por carreteras pavimentadas.
El casco urbano está conectado mediante corredores rurales a las veredas Los Medios, Cuatro Esquinas y Misiones, 15,4 km; a Peñón Blanco y Novillos, 10,6 km; a Cuatro Esquinas – La Caimanera, 12,3 km; a Brasil, 3 km; a Mortiño, 4,4 km; y a Charcón, 3,8 km; por carreteras sin pavimentar en regular estado.

## Cultura

### Religión
La Virgen del Carmen de Apicalá es una advocación mariana de la Virgen María venerada desde la fundación del municipio y patrona de las tres diócesis del departamento de Tolima. El 1 de marzo de 1934 el cardenal Eugenio Pacelli (Pío XII) y el papa Pío XI ordenaron la coronación de la imagen de María y el niño Jesús conforme a las directrices marianas.

Según la tradición, a comienzos de la fundación del pueblo llegó un peregrino que se ofreció para crear una imagen de la virgen tallada en madera, ya terminada la presentó un domingo frente a una multitud que llegó sin haber sido convocada, que se arrodilló frente a la imagen cuando fue revelada por el escultor anónimo. El escultor desapareció antes de haber sido premiado por la multitud que oraba. Se le adjudica su creación a un ángel o a San José de Nazareth por su obra en madera.

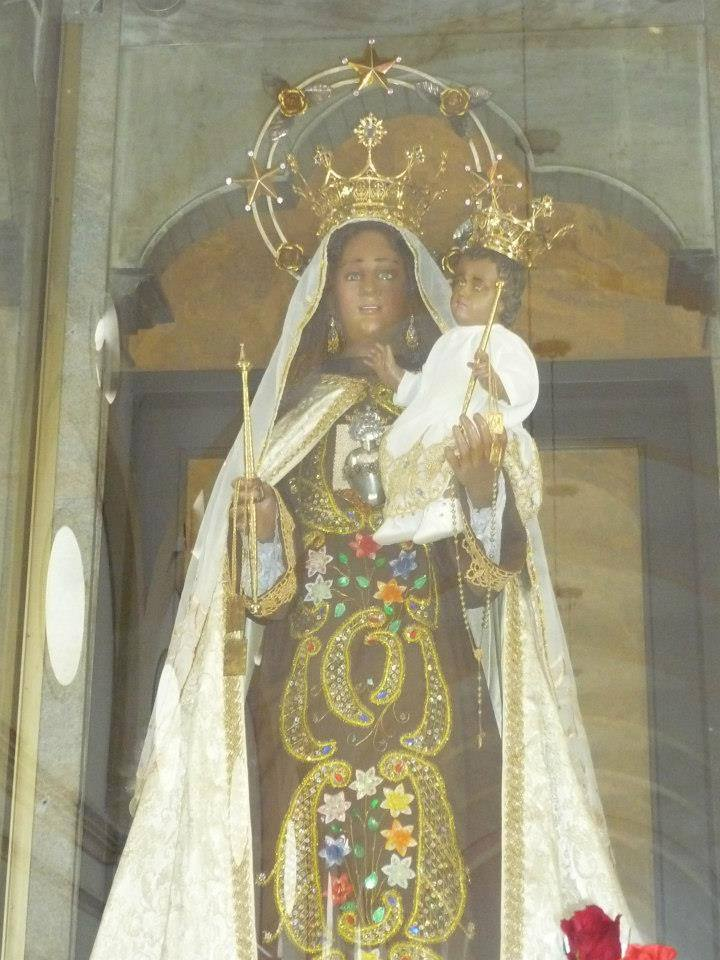
Virgen del Carmen de Apicalá, patrona del municipio.
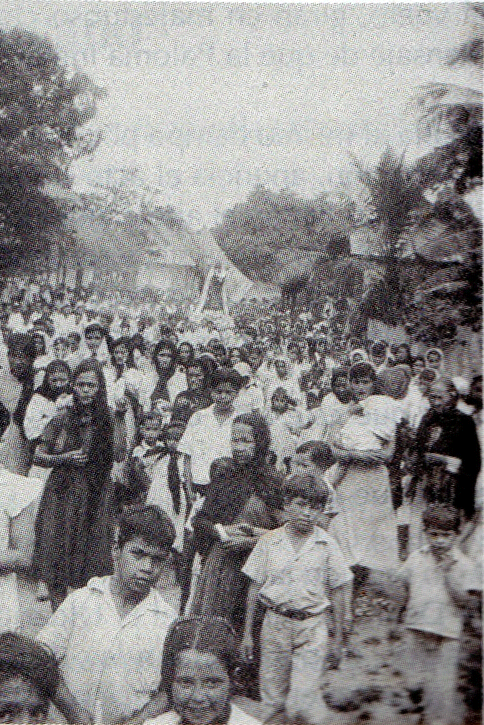
Procesión con la virgen del Carmen en 1940.
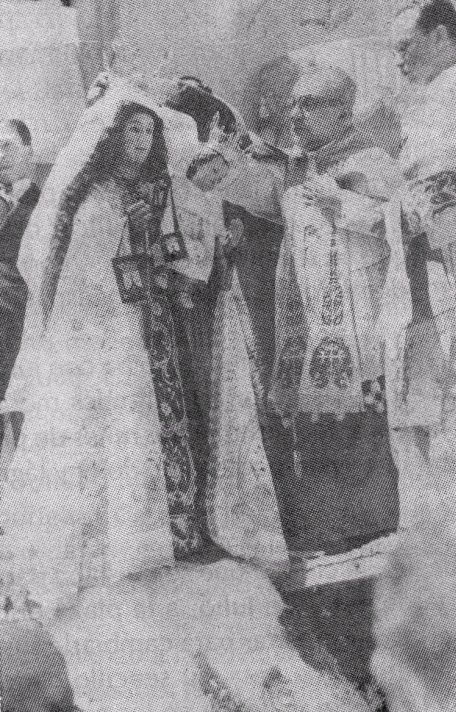
Coronación canónica de Nuestra Señora de Carmen de Apicalá.

### Patrimonio cultural
Carmen de Apicalá cuenta con tres bienes de interés cultural de tipo arquitectónico:
- Alcaldía municipal, edificio gubernamental.
- Casa familia Rodríguez Álvarez, vivienda urbana.
- Santuario de Nuestra Señora del Carmen de Apicalá, iglesia.

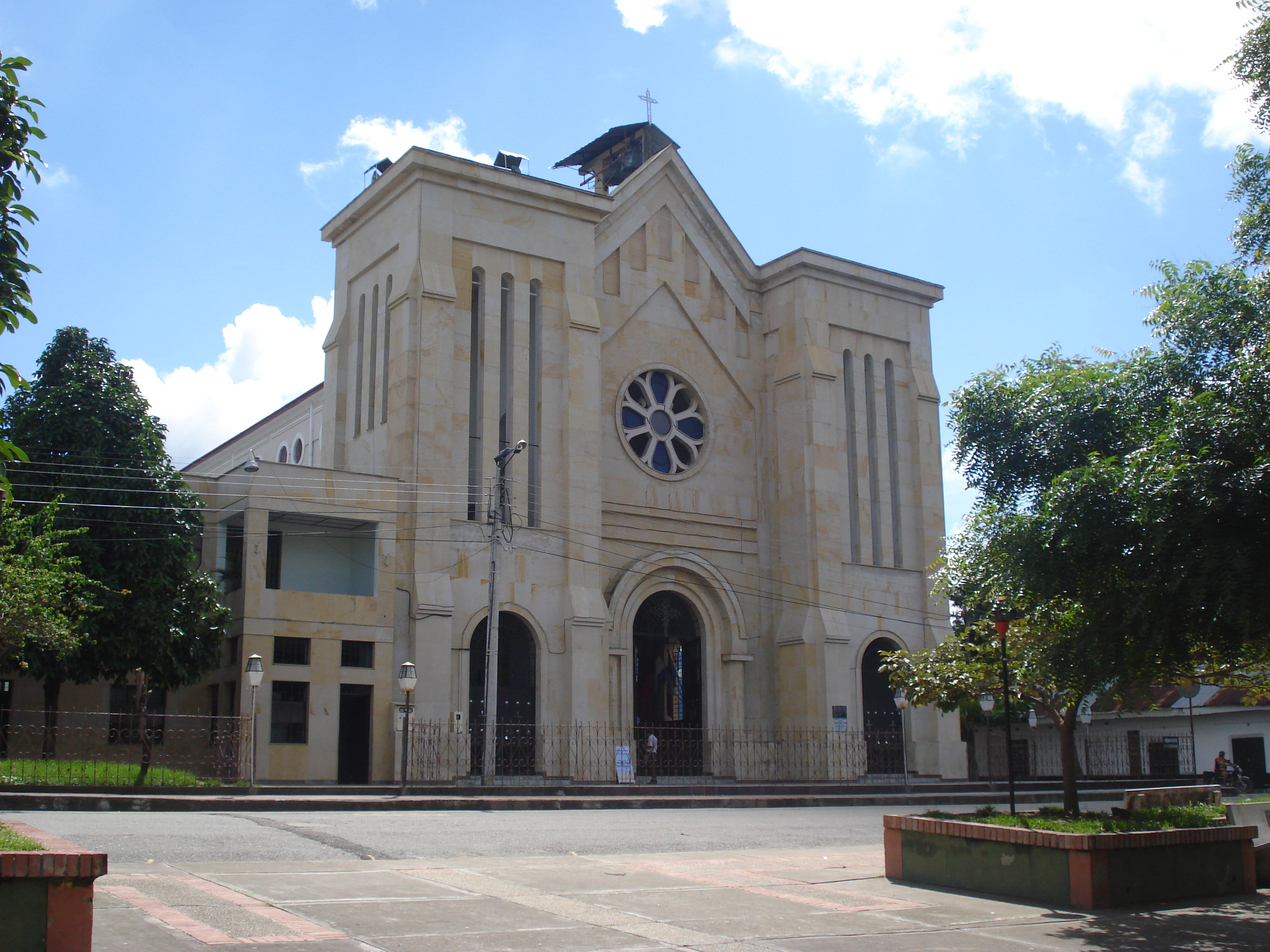
Santuario.

### Ferias
Desde el 14 al 21 de julio se celebran las fiestas patronales y culturales de la Virgen del Carmen.

## Servicios públicos
- Energía Eléctrica: Celsia, es la empresa prestadora del servicio de energía eléctrica.
- Gas Natural: Alcanos de Colombia es la empresa distribuidora y comercializadora de gas natural en el municipio.